# Santo Domingo Tepuxtepec (kommun)
Santo Domingo Tepuxtepec är en kommun i Mexiko.   Den ligger i delstaten Oaxaca, i den sydöstra delen av landet, 400 km sydost om huvudstaden Mexico City.
Följande samhällen finns i Santo Domingo Tepuxtepec:
- Santo Domingo Tepuxtepec
- Llano Laguna
- Río Ramal
- Tierra Blanca
- Proyecto Cero Quinientos Cincuenta y Dos
- Playa Cerro